# Gare de La Brigue
La gare de La Brigue est une gare ferroviaire française de la ligne de Coni à Vintimille, située sur le territoire de la commune de La Brigue, dans le département des Alpes-Maritimes, en région Provence-Alpes-Côte d'Azur.
C'est une halte de la Société nationale des chemins de fer français (SNCF), desservie par des TER Provence-Alpes-Côte d'Azur et des trains italiens.

## Situation ferroviaire
Établie à 750 mètres d'altitude, la gare de La Brigue est située au point kilométrique (PK) 54,25x de la ligne de Coni à Vintimille, entre les gares de Tende et de Saint-Dalmas-de-Tende.

## Fréquentation
De 2015 à 2023, selon les estimations de la SNCF, la fréquentation annuelle de la gare s'élève aux nombres indiqués dans le tableau ci-dessous.
| Année     | 2015  | 2016  | 2017  | 2018  | 2019  | 2020  | 2021  | 2022  | 2023  |
| --------- | ----- | ----- | ----- | ----- | ----- | ----- | ----- | ----- | ----- |
| Voyageurs | 3 035 | 2 757 | 3 516 | 3 516 | 3 758 | 2 044 | 1 633 | 4 102 | 3 945 |

## Service des voyageurs

### Accueil
Halte de la SNCF, c'est un point d'arrêt non géré (PANG) à entrée libre.

### Desserte
La Brigue est desservie par des trains TER Provence-Alpes-Côte d'Azur, qui effectuent des missions entre les gares de Nice-Ville et celle de Tende. Ces trains, nommés le train des Merveilles, circulent en période haute (avril à août). Elle est également desservie par des trains italiens, circulant entre Vintimille et Coni.

### Intermodalité
Le stationnement des véhicules est possible grâce à un parking à proximité.